# District de la Rhymney Valley
Pour les articles homonymes, voir Rhymney Valley.
Le district de la Rhymney Valley (district of Rhymney Valley en anglais) est une ancienne zone de gouvernement local de deuxième niveau du pays de Galles.
Créé au 1er avril 1974 au sein du comté du Mid Glamorgan par le Local Government Act 1972, il est aboli le 31 mars 1996 en vertu du Local Government (Wales) Act 1994. Avec le borough d’Islwyn, son territoire est constitutif du borough de comté de Caerphilly institué à partir du 1er avril 1996.

## Géographie
Le territoire du district relève des comtés administratifs du Glamorgan et du Monmouthshire. Au 1er avril 1974, il constitue, avec les districts de la Cynon Valley, de Merthyr Tydfil, de l’Ogwr, de la Rhondda et de Taff-Ely, le comté du Mid Glamorgan, zone de gouvernement local de premier niveau créée par le Local Government Act 1972,.
Alors que le district admet 103 712 habitants au recensement de 1981, 100 393 résidents sont comptabilisés lors du recensement de 1991. La superficie du territoire du district est évaluée à 43 522 acres en 1978,,.

## Toponymie
Simplement défini par un ensemble de territoires par le Local Government Act 1972, le district prend le nom officiel de Rhymney Valley en vertu du Districts in Wales (Names) Order 1973, un décret en Conseil du 8 janvier 1973 pris par le secrétaire d’État pour le Pays de Galles,.
Un décret en Conseil daté du 2 février 1981 altère les limites du territoire du district : le Gwent and Mid Glamorgan (Areas) Order 1981, qui transfère des territoires entre le borough d’Islwyn et le district de la Rhymney Valley. Il entre en vigueur au 1er avril 1981.
Ainsi, le district tient son appellation de la Vallée de la Rhymney (Rhymney Valley en anglais), qui elle-même tire son nom du cours d’eau de la Rhymney.

## Histoire
Le district de la Rhymney Valley est érigé au 1er avril 1974 à partir des territoires suivants, :
- le district urbain de Bedwas and Machen ;
- le district urbain de Bedwellty (en), pour partie (sections électorales d’Aberbargoed, de Cwmsyfiog, de New Tredegar et de Phillipstown) ;
- le district urbain de Caerphilly (sans la section électorale de Taff’s Well) ;
- le district urbain de Gelligaer (sans la section électorale de Bedlinog) ;
- le district urbain de Rhymney ;
- et le district rural de Cardiff, pour partie (paroisses de Llanfedw, de Rhydygwern, de Rudry et de Van).

Le district est aboli au 31 mars 1996 par le Local Government (Wales) Act 1994, son territoire relevant désormais du borough de comté de Caerphilly au sens de la loi.

### Note
1. ↑  Au sens littéral, il peut être traduit en français par « district de la Vallée-de-la-Rhymney ».